# گامبلا
گامبلا (به لاتین: Gambela) یک شهر در اتیوپی است که در منطقه گامبلا واقع شده‌است. گامبلا ۳۹٬۰۲۲ نفر جمعیت دارد و ۵۲۶ متر بالاتر از سطح دریا واقع شده‌است.